# День независимости Ливана
День независимости Ливана (араб. عيد الإستقلال‎) — национальный праздник в Ливане. Отмечается 22 ноября в память об освобождении в 1943 году от французского мандата, осуществлявшегося над ливанскими землями более 23 лет (с 1920 года).

## Период до обретения независимости

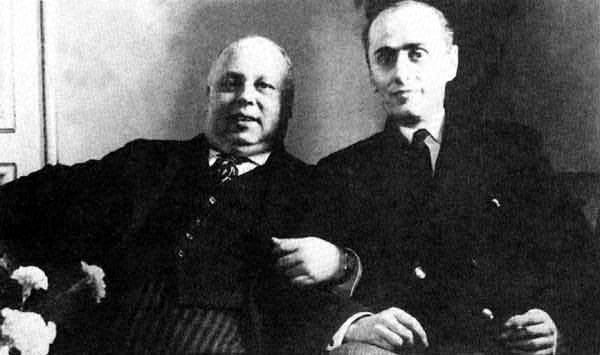
Ливанский президент Альфред Наккаше (справа) изображен с сирийским президентом Тадж эд-Дином аль-Хасани. Оба были французскими ставленниками.

Когда правительство Виши провозгласило свою власть над территорией Франции в 1940 году, генерал Анри Денц был назначен верховным комиссаром Ливана. Этот новый поворотный момент привел к отставке президента Ливана Эмиля Эдде 4 апреля 1941 года. Через 5 дней Денц назначил Альфреда Наккаше исполняющим обязанности президента на период, который длился всего 3 месяца и закончился с капитуляцией сил Виши в Ливане и Сирии, после введения на эти территории войск Свободной Франции и британских войск. 14 июля 1941 года было подписано перемирие в Акко о прекращении боевых действий между двумя сторонами и открыт путь для визита генерала Шарль де Голля в Ливан, что положило конец правлению Виши.
Имея возможность для обсуждения вопросов, суверенитет и независимость, национальные ливанские лидеры попросили де Голля закончить французский мандат и безоговорочно признать независимость Ливана. После национального и международного давления, генерал Жорж Катру (посланник де Голля) провозгласил от имени своего правительства независимость Ливана 26 ноября 1941 года. Такие страны, как США, Великобритания, арабские государства, Советский Союз и некоторые страны Азии признали эту независимость, а некоторые из них даже обменялись послами с Бейрутом. Однако это не помешало французам продолжить осуществление полномочий мандата.
8 ноября 1943 года, после избрания президентом Бишара эль-Хури и назначения премьер-министром Риада ас-Сольха, палата депутатов внесла изменения в ливанскую конституцию, которыми отменила статьи, касающиеся мандата и изменили записанные в конституции полномочия Верховного комиссара, прекратив, таким образом, мандат в одностороннем. В ответ французы арестовали президента, премьер-министра и других членов кабинета, и заключили их в старую цитадель в Рашайе. Этот инцидент объединил мнение ливанских христиан и мусульман по отношению к мандату, привел к международному давлению с требованиями освобождения ливанских лидеров и массовым уличным акциям протеста.

## Бешамунское правительство
После заключения в тюрьму властей Ливана, ливанские парламентарии собрались в доме спикера парламента, Сабри Хамаде, и поручили двум оставшимся на свободе министрам эмиру Маджиду Арслану (министр национальной обороны) и Хабибу Абу Шахлу осуществлять функции правительства. Оба министра затем переехали в Бешамун (центр власти рода Арсланов) и поэтому их правительство стало известно как Бешамунское правительство.
Новообразованное правительство отказалось вести переговоры с генералом Катру или любым другим представителем мандата; подчеркнув, что любые переговоры должны вестись с арестованным правительством. Оно также сформировало части военного сопротивления под названием «Национальная гвардия», верховным главнокомандующим которой стал эмир Маджид. Эта военная группировка вела борьбу за независимость, а позднее стала ядром ливанской армии, которая была сформирована в 1946 году под руководством эмира Маджида и генерала Фуада Шехаба.

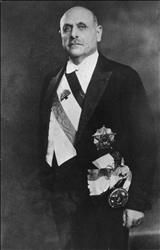
Бишара эль-Хури (официальный портрет).

Наконец , Франция уступила усиливавшемуся давлению ливанского народа, а также требованиям многих стран и выпустила заключенных из Рашайи утром в понедельник 22 ноября 1943 года. С тех пор этот день отмечается как День независимости Ливана.

## Период после обретения независимости
После обретения независимости, ливанское государство было основано в 1943 году устным соглашением между двумя самыми значительными христианскими и мусульманскими лидерами Бишаром эль-Хури и Риадом ас-Сольха, позже получившим название Национального пакта (араб. الميثاق الوطني‎).
Национальный пакт основывается на 4 принципах:
1. Ливан является полностью независимым государством. Христианские общины должны прекратить особые отношения с Западом, в свою очередь, мусульманские общины должны защищать независимость Ливана и предотвратить его слияние с любым арабским государством.
2. Хотя Ливан является одной из арабских стран с арабским в качестве официального языка, он не может быть отрезан от его духовных и интеллектуальных связей с Западом, которые помогли ему достичь такой степени развития.
3. Ливан, как член семьи арабских государств, должен сотрудничать с другими арабскими странами, и в случае конфликта между ними, он не должен вставать на сторону одного государства против другого.
4. Государственные должности должны быть пропорционально распределены между признанными религиозными группами, но на технических должностях следует предпочтение отдавать компетенции, независимо от конфессиональных соображений. Кроме того, три высшие правительственные должности должны быть распределены следующим образом: президент республики должен быть маронитом, премьер-министр – мусульманином-суннитом, и спикер палаты депутатов  – мусульманином-шиитом. Отношение депутатов должно было быть шесть христиан к пяти мусульманам.

В 1945 году Ливан стал членом Лиги арабских государств (22 марта) и членом Организации Объединенных Наций. 31 декабря 1946 года французские войска полностью покинули Ливан, одновременно с подписанием франко-ливанского договора.